# Special Week
Special Week (1995-2018), en japonais : スペシャルウィーク, est un cheval de course japonais.

## Carrière de courses
Orphelin de sa mère Campaign Girl, morte peu après le poulinage, Special Week a dû être nourri à la main par le personnel du haras. Il débute à la toute fin de son année de 2 ans, par une victoire dans une course d'inédits. Il rentre très tôt à 3 ans avec à la clé une deuxième place, puis remporte deux préparatoires au Satsuki Shō, les 2000 Guinées japonaises, dans lequel il est toutefois battu par Seiun Sky et King Halo. Mais sur les 2 400 mètres du Derby, le Tokyo Yushun, il se montre intraitable : cinq longueurs sanctionnent sa supériorité. Désormais leader de sa génération, il rentre victorieusement après le break estival, mais doit rendre sa couronne à Seiun Sky qui le bat à nouveau dans le Kikuka Shō, la troisième manche de la Triple Couronne. Pour conclure sa saison, il prend la troisième place de la Japan Cup derrière les champions El Condor Pasa et Air Groove.
De retour à 4 ans, Special Week réalise un printemps parfait, ravissant trois courses avec en point d'orgue un succès dans le Tenno Sho de printemps. Battu par Grass Wonder dans le Takarazuka Kinen, il devient le deuxième cheval à remporter les deux volets du Tenno Sho (printemps et automne) sur une même saison après Tamamo Cross en 1988. Plus fort que jamais, il enchaîne avec la Japan Cup devant Indigenous, l'Anglais High Rise (vainqueur du Derby d'Epsom) et le Français Montjeu, qui vient de remporter le Prix de l'Arc de Triomphe après une lutte d'anthologie avec El Condor Pasa. Et pour sa dernière apparition, Special Week manque d'un souffle un superbe coup de trois dans l'Arima Kinen (où il arrive en tête du plébiscite dans cette course dont le public élit les participants), battu d'un nez par Grass Wonder et lui-même une encolure devant T M Opera O. Les trois groupe 1 remportés par Special Week en 1999 ne suffisent pas à le consacrer cheval de l'année, un titre qui revient à El Condor Pasa, lequel n'a pas couru une seule fois de l'année au Japon, mais a bien failli faire hisser le drapeau du pays natal tout en haut de Longchamp où il a pris la deuxième place du Prix de l'Arc de Triomphe de Montjeu. Alors pour réparer ce qui peut ressembler à une indélicatesse,  la Japan Racing Association décide de remettre un "JRA Special Award" à Special Week, une sorte de titre platonique de meilleur cheval de l'année au Japon, pour le récompenser de sa saison.  

### Résumé de carrière
| Date        | Hippodrome  | Pays        | Course                      | Statut      | Distance    | Jockey          | Place       | Écart       | Vainqueur ou deuxième |
| 1997, 2 ans | 1997, 2 ans | 1997, 2 ans | 1997, 2 ans                 | 1997, 2 ans | 1997, 2 ans | 1997, 2 ans     | 1997, 2 ans | 1997, 2 ans | 1997, 2 ans           |
| ----------- | ----------- | ----------- | --------------------------- | ----------- | ----------- | --------------- | ----------- | ----------- | --------------------- |
| 29 novembre | Hanshin     | Japon       | Inédits                     |             | 1 600 m     | Yutaka Take     | 1er / 13    |             | Legacy Hunter         |
| 1998, 3 ans |             |             |                             |             |             |                 |             |             |                       |
| 6 janvier   | Kyoto       | Japon       | Shiraume Shō                |             | 1 600 m     | Yutaka Take     | 2e / 16     |             | Asahi Creek           |
| 8 février   | Kyoto       | Japon       | Kisaragi Shō                | Gr. 3       | 1 800 m     | Yutaka Take     | 1er / 16    |             | Bold Emperor          |
| 8 mars      | Nakayama    | Japon       | Hochi Hai Yayoi Sho         | Gr. 2       | 2 000 m     | Yutaka Take     | 1er / 13    |             | Seiun Sky             |
| 19 avril    | Nakayama    | Japon       | Satsuki Shō                 | Gr. 1       | 2 000 m     | Yutaka Take     | 3e / 18     | 1 ½         | Seiun Sky             |
| 7 juin      | Tokyo       | Japon       | Tokyo Yushun                | Gr. 1       | 2 400 m     | Yutaka Take     | 1er / 18    | 5           | Bold Emperor          |
| 18 octobre  | Kyoto       | Japon       | Kyoto Shimbun Hai           | Gr. 2       | 2 200 m     | Yutaka Take     | 1er / 16    |             | King Halo             |
| 8 novembre  | Kyoto       | Japon       | Kikuka Shō                  | Gr. 1       | 3 000 m     | Yutaka Take     | 2e / 17     | 3 ½         | Seiun Sky             |
| 29 novembre | Tokyo       | Japon       | Japan Cup                   | Gr. 1       | 2 400 m     | Yukio Okabe     | 3e / 15     | 3           | El Condor Pasa        |
| 1999, 4 ans |             |             |                             |             |             |                 |             |             |                       |
| 24 janvier  | Nakayama    | Japon       | American Jockey Club Stakes | Gr. 2       | 2 200 m     | Olivier Peslier | 1er / 11    |             | Silent Hunter         |
| 21 mars     | Hanshin     | Japon       | Hanshin Daishoten           | Gr. 2       | 3 000 m     | Yutaka Take     | 1er / 9     |             | Mejiro Bright         |
| 2 mai       | Kyoto       | Japon       | Tenno Sho (Printemps)       | Gr. 1       | 3 200 m     | Yutaka Take     | 1er / 12    | 1/2         | Mejiro Bright         |
| 11 juillet  | Hanshin     | Japon       | Takarazuka Kinen            | Gr. 1       | 2 200 m     | Yutaka Take     | 2e / 12     | 3           | Grass Wonder          |
| 10 octobre  | Kyoto       | Japon       | Kyoto Daishoten             | Gr. 2       | 2 400 m     | Yutaka Take     | 7e / 10     |             | Tsurumaru Tsuyoshi    |
| 31 octobre  | Tokyo       | Japon       | Tenno Sho (Automne)         | Gr. 1       | 2 000 m     | Yutaka Take     | 1er / 17    | encolure    | Stay Gold             |
| 28 novembre | Tokyo       | Japon       | Japan Cup                   | Gr. 1       | 2 400 m     | Yutaka Take     | 1er / 14    | 1 ½         | Indigenous            |
| 26 décembre | Nakayama    | Japon       | Arima Kinen                 | Gr. 1       | 2 500 m     | Yutaka Take     | 2e / 14     | nez         | Grass Wonder          |

## Au haras
Special Week prend ses quartiers d'étalon à Shadai Farm, le plus grand haras japonais, où il reste jusqu'en 2015, étant ensuite transféré à Lex Stud. Il a bien réussi dans ses nouvelles fonctions, donnant la championne Buena Vista, qui aura droit, elle, à son titre de cheval de l'année, et qui a remporté la bagatelle de six groupe 1 dont le Tenno Sho de printemps et la Japan Cup, mais aussi Roman Legend (Tokyo Daishoten), Cesario (Yūshun Himba, American Oaks) ou encore Toho Jackal (Kikuka Shō). Il est également le père de mère de Leontes (par King Kamehameha), vainqueur des Asahi Hai Futurity Stakes et 2 ans de l'année 2015, d'Epiphaneia (par Symboli Kris S), vainqueur du Kikuka Shō et de la Japan Cup et étalon de tête au Japon, père de Efforia (cheval de l'année 2021) ou de la lauréate de la triple couronne des pouliches Daring Tact.   
Victime d'une chute dans son paddock, Special Week meurt en avril 2018, à 23 ans.

## Origines
Special Week est l'un des nombreux champions engendrés par le chef de race Sunday Silence, pilier de l'élevage japonais. 
La mère, Campaign Girl, n'a pas couru mais appartient à l'une des meilleures souches de l'élevage japonais remontant à Shiraoki. Cette jument née en 1946, qui s'est placée dans le Derby Japonais et le Yushun Himba, est la mère du Hall of Famer Kodama (Satsuki Shō, Tokyo Yushun, Takarazuka Kinen) et de Shin Tsubame (Satsuki Sho), la grand-mère de Hide Hayate, meilleur 2 ans en 1971, et l'aïeule de nombreux grands vainqueurs, au premier rang desquels une autre Hall of Famer, Vodka (Tokyo Yushun, Tenno Sho, Japan Cup), mais aussi Matikanefukukitaru (Kikuka Sho) ou Sister Tosho (Oka Sho). 

### Pedigree
| Origines de Special Week (JPN), mâle bai brun né en 1995 | Origines de Special Week (JPN), mâle bai brun né en 1995 | Origines de Special Week (JPN), mâle bai brun né en 1995 | Origines de Special Week (JPN), mâle bai brun né en 1995 |
| -------------------------------------------------------- | -------------------------------------------------------- | -------------------------------------------------------- | -------------------------------------------------------- |
| Père Sunday Silence                                      | Halo                                                     | Hail to Reason                                           | Turn-to                                                  |
| Père Sunday Silence                                      | Halo                                                     | Hail to Reason                                           | Nothirdchance                                            |
| Père Sunday Silence                                      | Halo                                                     | Cosmah                                                   | Cosmic Bomb                                              |
| Père Sunday Silence                                      | Halo                                                     | Cosmah                                                   | Almahmoud                                                |
| Père Sunday Silence                                      | Wishing Well                                             | Understanding                                            | Promised Land                                            |
| Père Sunday Silence                                      | Wishing Well                                             | Understanding                                            | Pretty Ways                                              |
| Père Sunday Silence                                      | Wishing Well                                             | Mountain Flower                                          | Montparnasse                                             |
| Père Sunday Silence                                      | Wishing Well                                             | Mountain Flower                                          | Edel Weiss                                               |
| Mère Campaign Girl                                       | Maruzensky                                               | Nijinsky                                                 | Northern Dancer                                          |
| Mère Campaign Girl                                       | Maruzensky                                               | Nijinsky                                                 | Flaming Page                                             |
| Mère Campaign Girl                                       | Maruzensky                                               | Shill                                                    | Buckpasser                                               |
| Mère Campaign Girl                                       | Maruzensky                                               | Shill                                                    | Quill                                                    |
| Mère Campaign Girl                                       | Lady Shiraoki                                            | Saint Crespin                                            | Aureole                                                  |
| Mère Campaign Girl                                       | Lady Shiraoki                                            | Saint Crespin                                            | Neocracy                                                 |
| Mère Campaign Girl                                       | Lady Shiraoki                                            | Miss Ashiyagawa                                          | Hindostan                                                |
| Mère Campaign Girl                                       | Lady Shiraoki                                            | Miss Ashiyagawa                                          | Shiraoki (Famille 3-l)                                   |

## Dans la culture populaire
Special Week est l'un des personnages principaux de la série de mangas Uma Musume Pretty Derby.